# Gnaphalodes trachyderoides
Gnaphalodes trachyderoides là một loài bọ cánh cứng trong họ Cerambycidae.